# Burr Oak (Kansas)
Burr Oak é uma cidade localizada no estado americano de Kansas, no Condado de Jewell.

## Demografia
Segundo o censo americano de 2000, a sua população era de 265 habitantes. 
Em 2006, foi estimada uma população de 224, um decréscimo de 41 (-15.5%).

## Geografia
De acordo com o United States Census Bureau tem uma área de 
2,2 km², dos quais 2,2 km² cobertos por terra e 0,0 km² cobertos por água. Burr Oak localiza-se a aproximadamente 507 m acima do nível do mar.

## Localidades na vizinhança
O diagrama seguinte representa as localidades num raio de 24 km ao redor de Burr Oak. 